# Sankt Nicolai Kirke (Vejle)
|  | Der findes andre kirker med dette navn, se Sankt Nikolaj Kirke. |
Sankt Nicolai Kirke er en central kirke i Vejle og er formentlig bygget i midten af 1200-tallet.
Kirken er den ældste bygning i Vejle og er bygget i sengotisk stil. Den er blevet ombygget og udvidet flere gange. I 1600- og 1700-tallet var Vejle en lille fattig by, og fattigdom, brand og krige satte deres præg på kirken, hvorfor dens inventar er beskedent i forhold til andre bykirker. Kirken blev udvidet med korsarmene efter reformationen og koret er fra ca. 1856. Selve kirkegården blev flyttet i 1889, og der blev bygget en bedre vej mellem centrum og havnen. Uret blev indbygget i 1889 og klokkerne 1975 – 1980.
Kirken fik sit nuværende udseende i sidste halvdel af 1800-tallet. 1855 blev det senromanske korparti nedtaget og et nyt kor opført tre meter længere mod syd, arkitekt Ferdinand Thielemann. 1887-88 rejstes et stort nygotisk tårn i vest, arkitekt Ludvig A. Petersen, hvis underetage som i det ældre tårn udgør kirkens våbenhus. Disse nybygninger er placeret i kirkens midtakse, hvorved bygningen har vundet en ny symmetri. En indvendig istandsættelse 1862 ved arkitekt Carl Lendorf omfattede bl.a. en ‘uniformering’ af alle hvælvpiller, der hermed mistede deres arkitekturhistoriske særpræg. Kirken er 1965-67 restaureret ved arkitekt Helge Andreassen, der i det indre fastholdt det hvidtede rums gotiske karakter. 2004-05 er dele af tagværkerne udskiftet ved arkitekt Kuno Mielby.
På den nordre korsarm ses 23 huller i muren. Det er gamle hovedskaller, og sagnet fortæller om plyndringer i Vejle opland, og at hovedskallerne stammer fra disse røvere.
Kirken husede til 2012 det påståede lig af den norske Dronning Gunhild fra ca. 450 f.Kr.

## Eksterne kilder og henvisninger
- Wikimedia Commons har flere filer relateret til Sankt Nicolai Kirke (Vejle)
- Sankt Nikolaj Kirke Arkiveret 31. januar 2011 hos  Wayback Machine hos nordenskirker.dk
- Skt. Nikolaj Kirke hos danmarkskirker.natmus.dk (Danmarks Kirker, Nationalmuseet)
- Sankt Nikolaj Kirke hos KortTilKirken.dk